# Lagangilang
Lagangilang est une municipalité située dans la province d'Abra, aux Philippines.

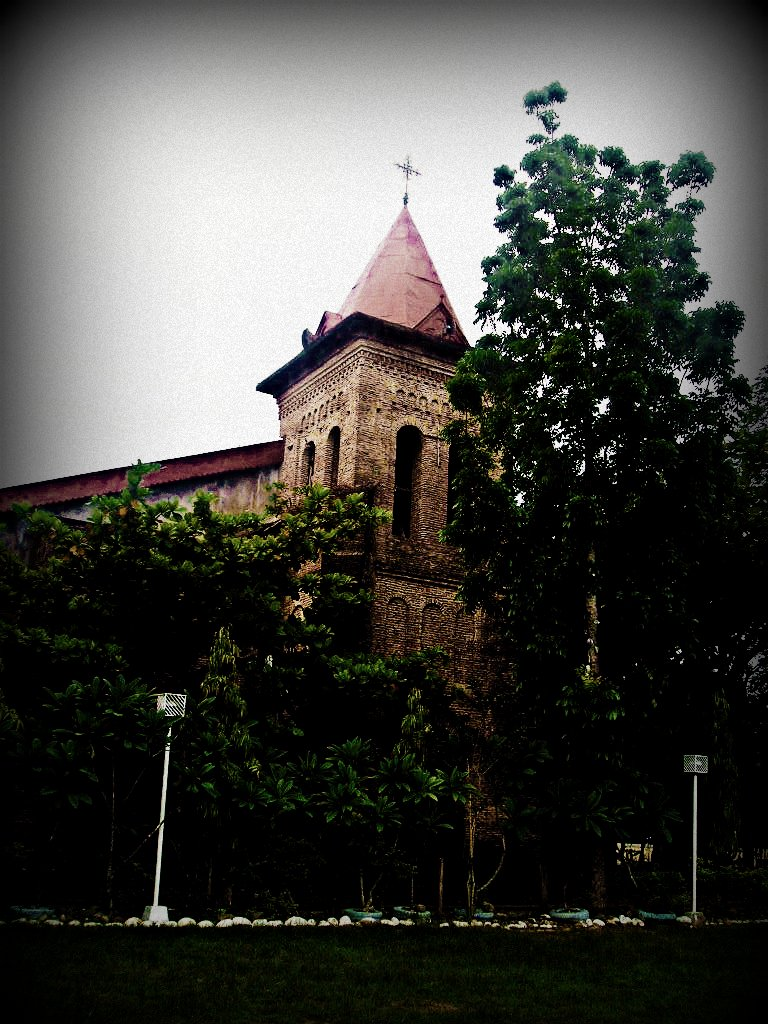
Église paroissiale Sainte-Croix de Lagangilang